# Рајто (Салерно)
Рајто је насеље у Италији у округу Салерно, региону Кампанија.
Према процени из 2011. у насељу је живело 938 становника. Насеље се налази на надморској висини од 116 м.